# Bernardus Bueninck
Bernardus Bueninck (Arnhem, 14 augustus 1864 -  Groningen, 21 oktober 1933) was een Nederlands kunstenaar. Bueninck woonde en werkte te Vorden, Zutphen en Groningen. Hij was tekenaar en schilder. Hij heeft vermoedelijk tekenonderwijs gehad in Rotterdam van 1885 tot 1888.
Bueninck was sinds 1894 tekenleraar aan de Gemengde Burgeravondschool te Groningen, vanaf 1895 mede aan de Gemeentelijke H.B.S. Hij schilderde en tekende landschappen en havengezichten. In opdracht van J.B. Wolters Uitgeversmaatschappij te Groningen schilderde hij veel schoolplaten voor het aardrijkskundig onderwijs. Tevens was hij illustrator van schoolboekjes.
In 1898 maakte hij het bandontwerp voor het boek Kinderlief; kleine verhalen voor Wolters.

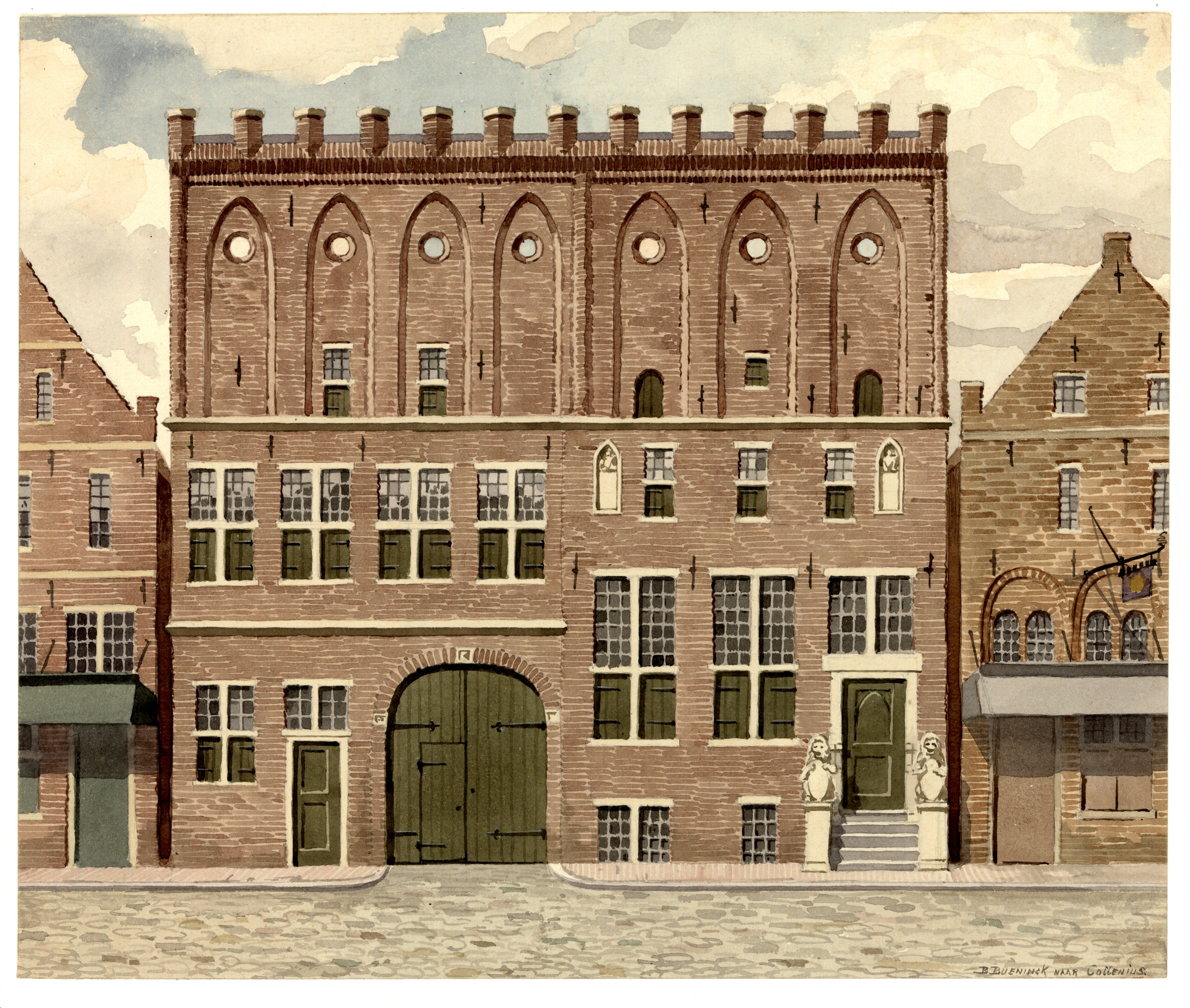
Huis met de 13 tempels, Groningen
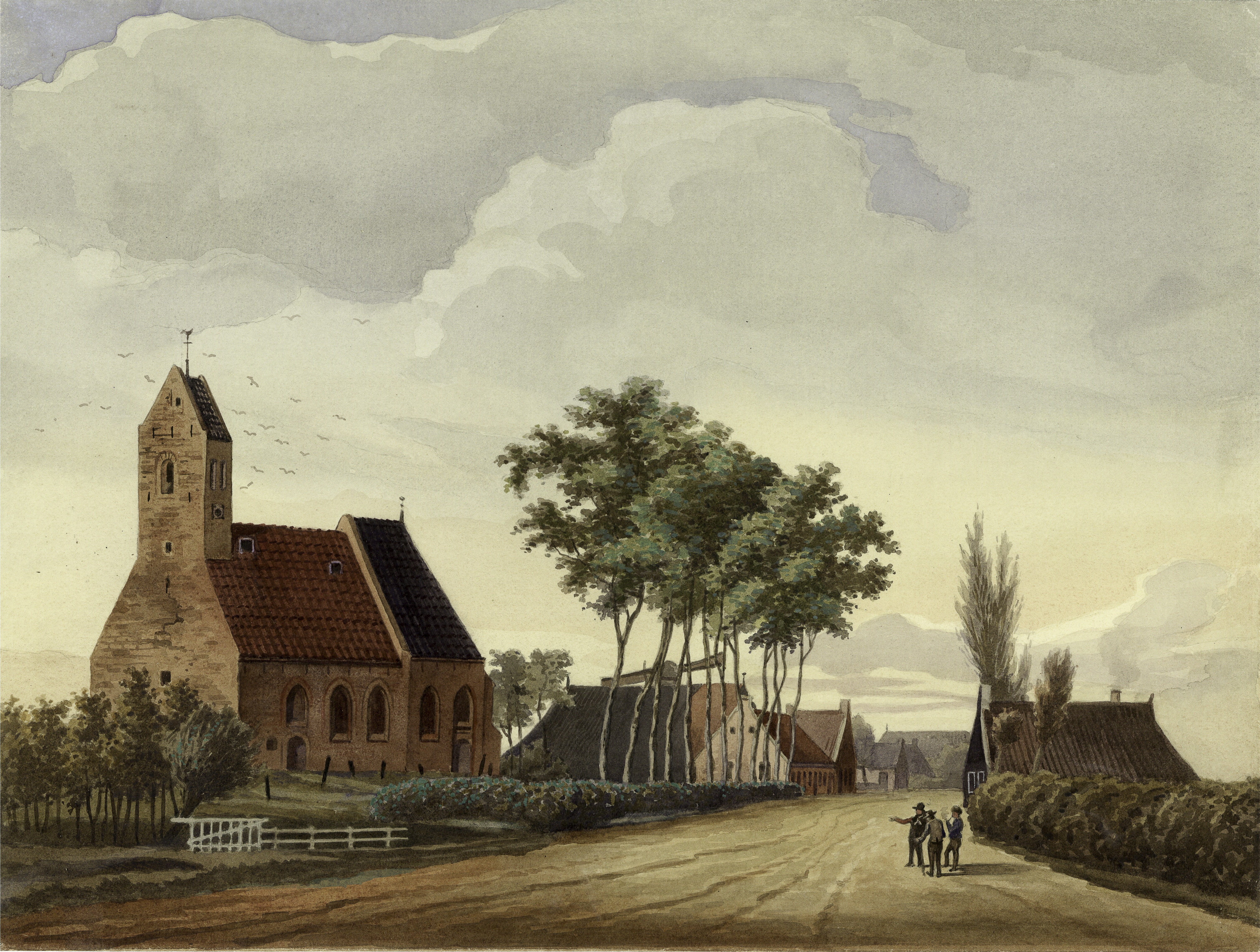
Lutjegast
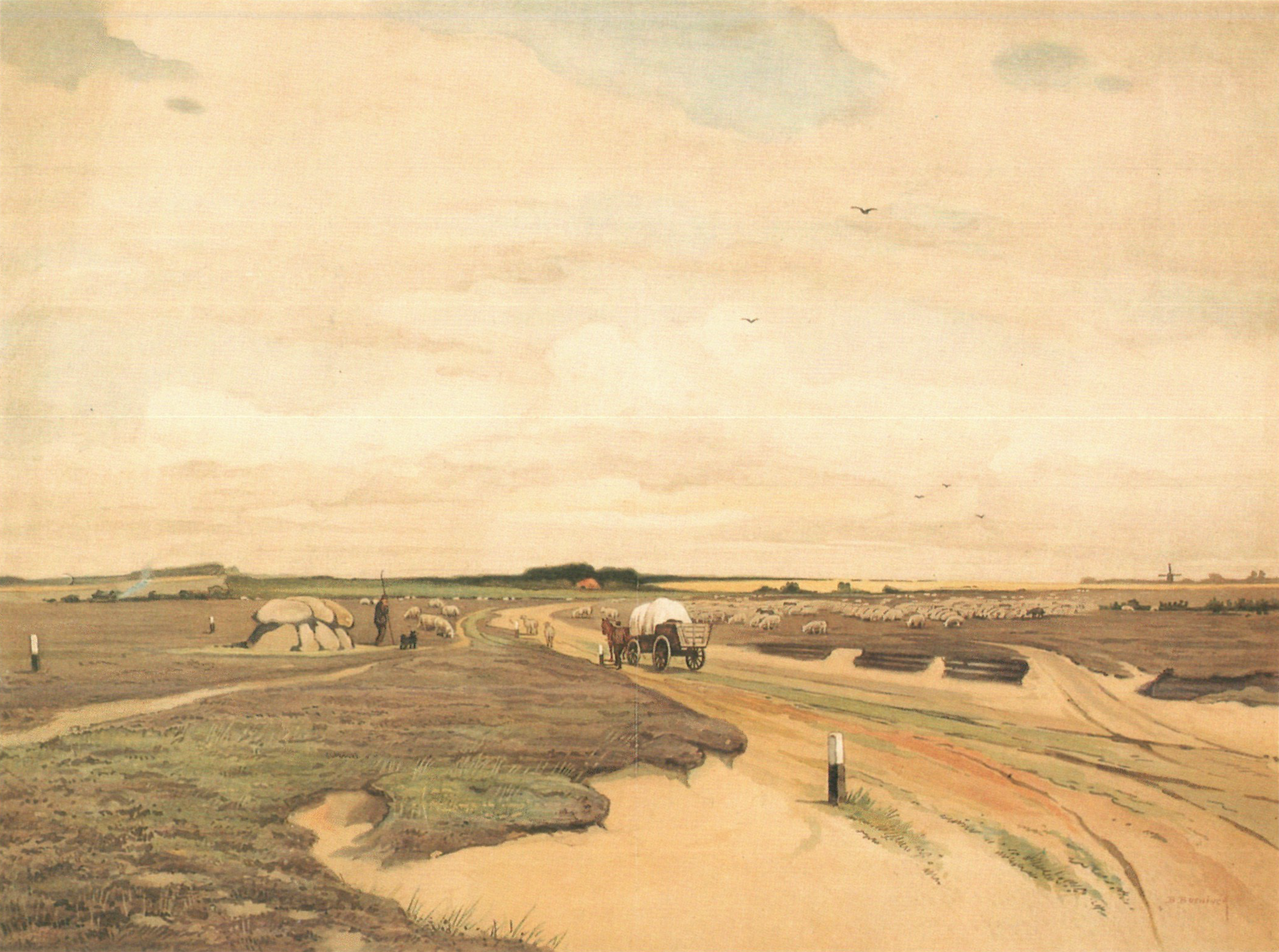
Hunebed by Tinaarloo
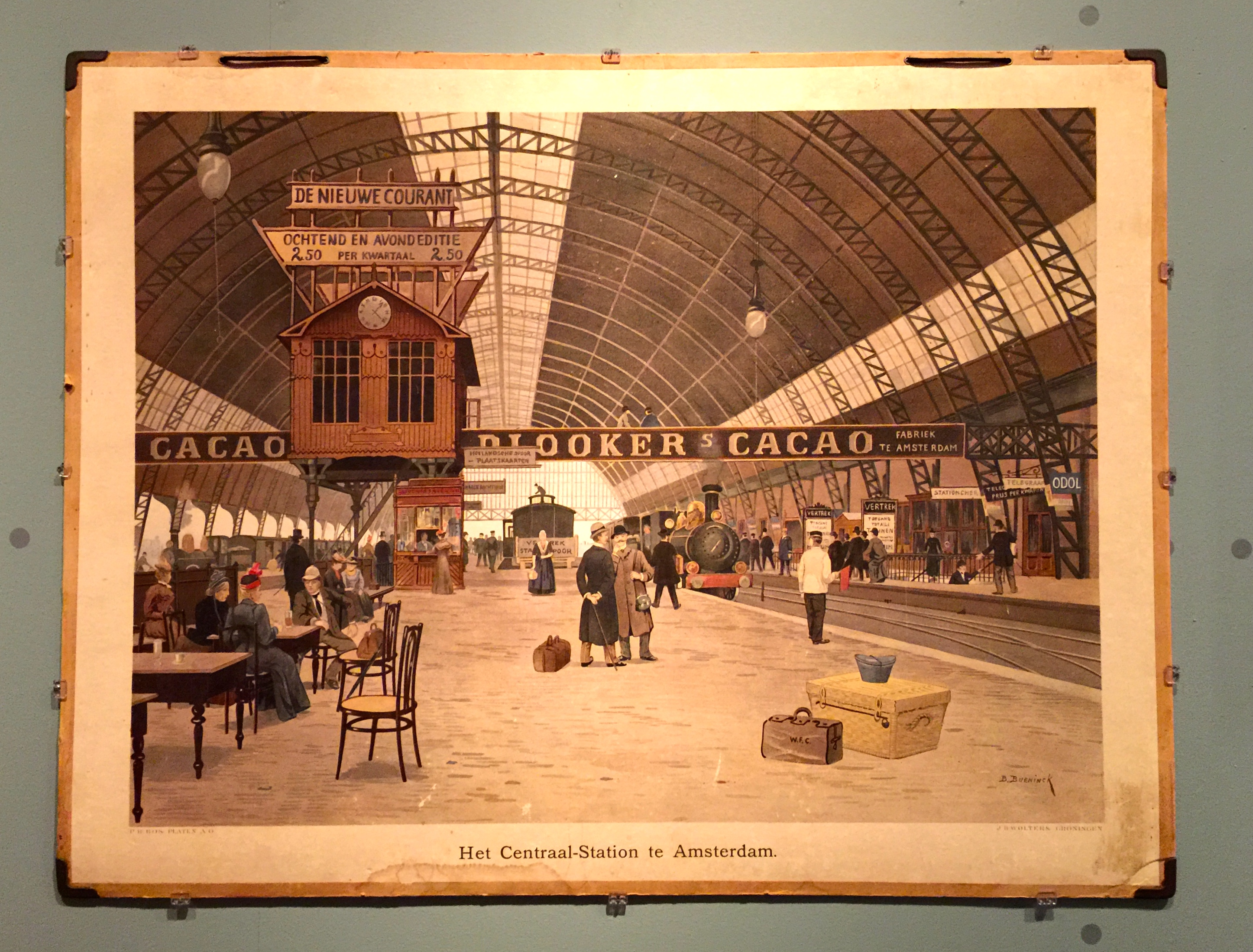
Centraal Station Amsterdam

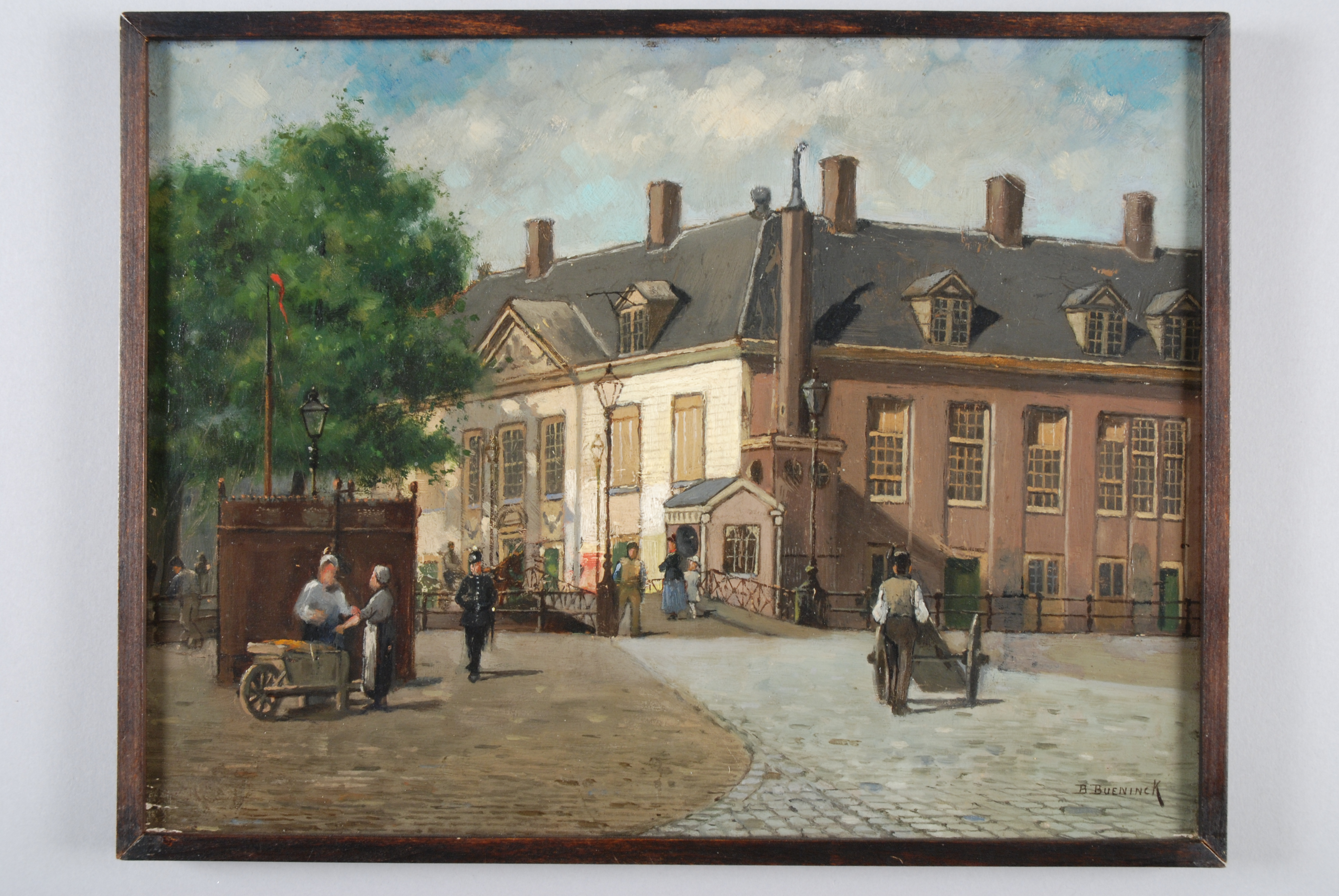
Hoek Spaansekade, Rotterdam
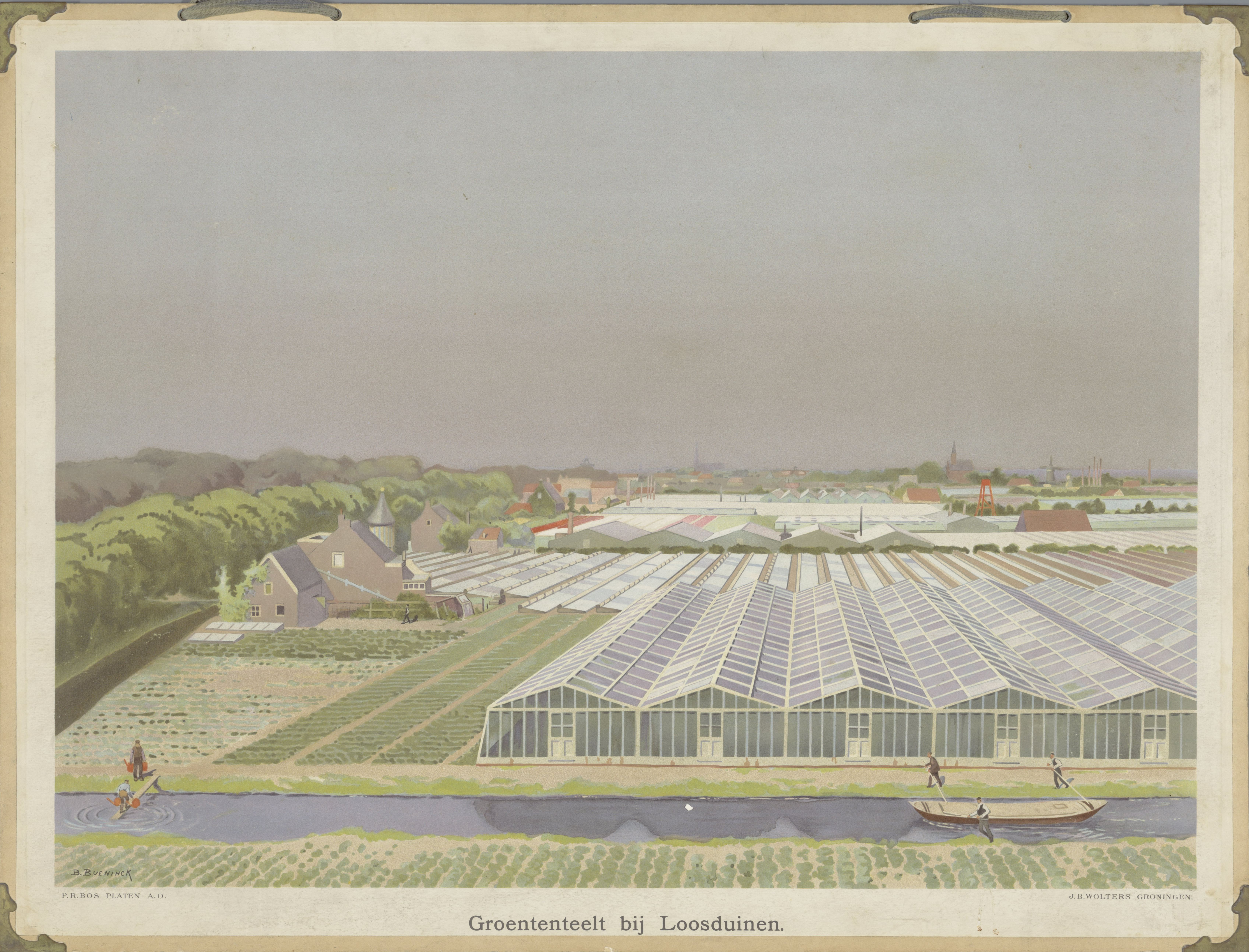
Groententeelt bij Loosduinen
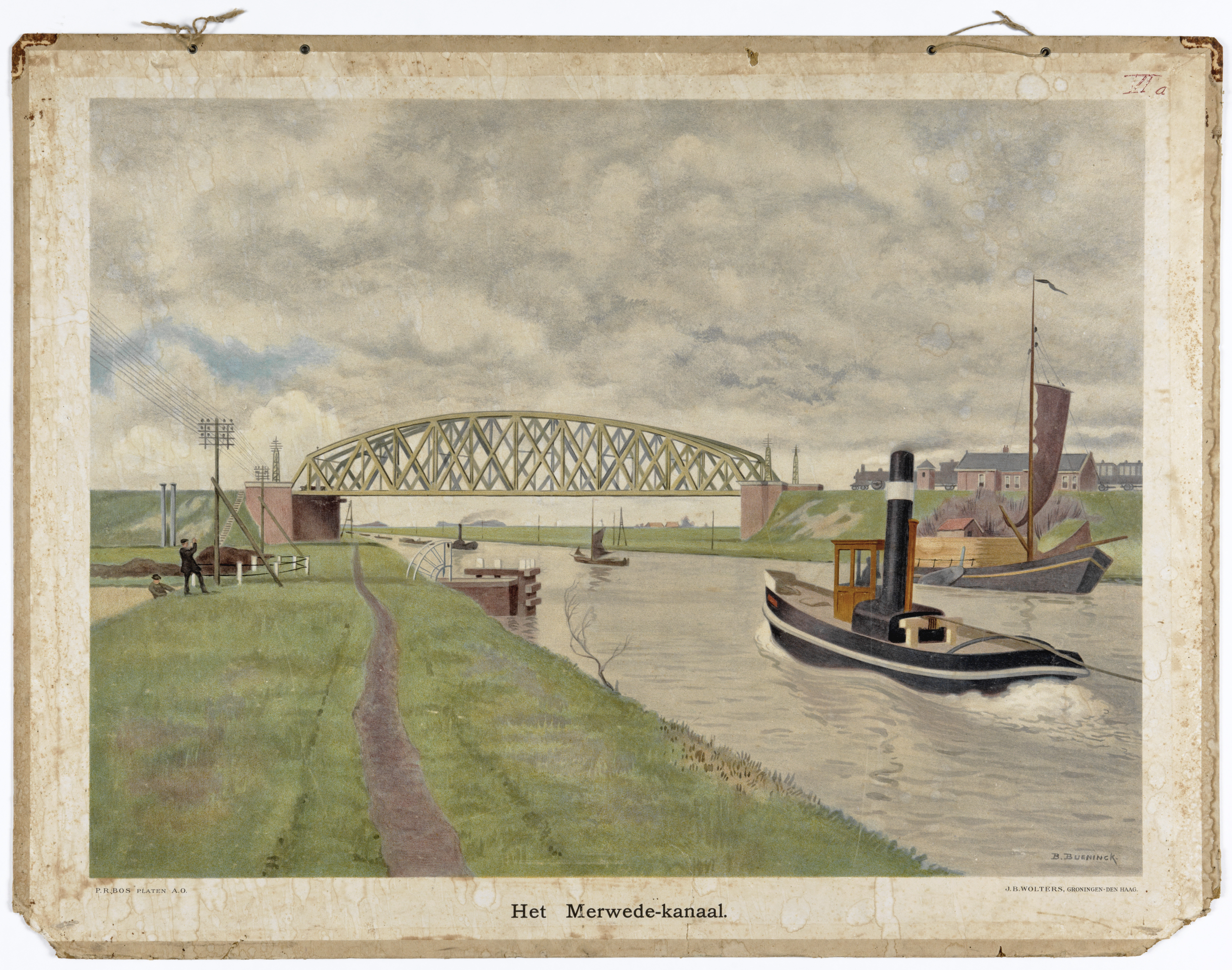
Brug over het Merwedekanaal
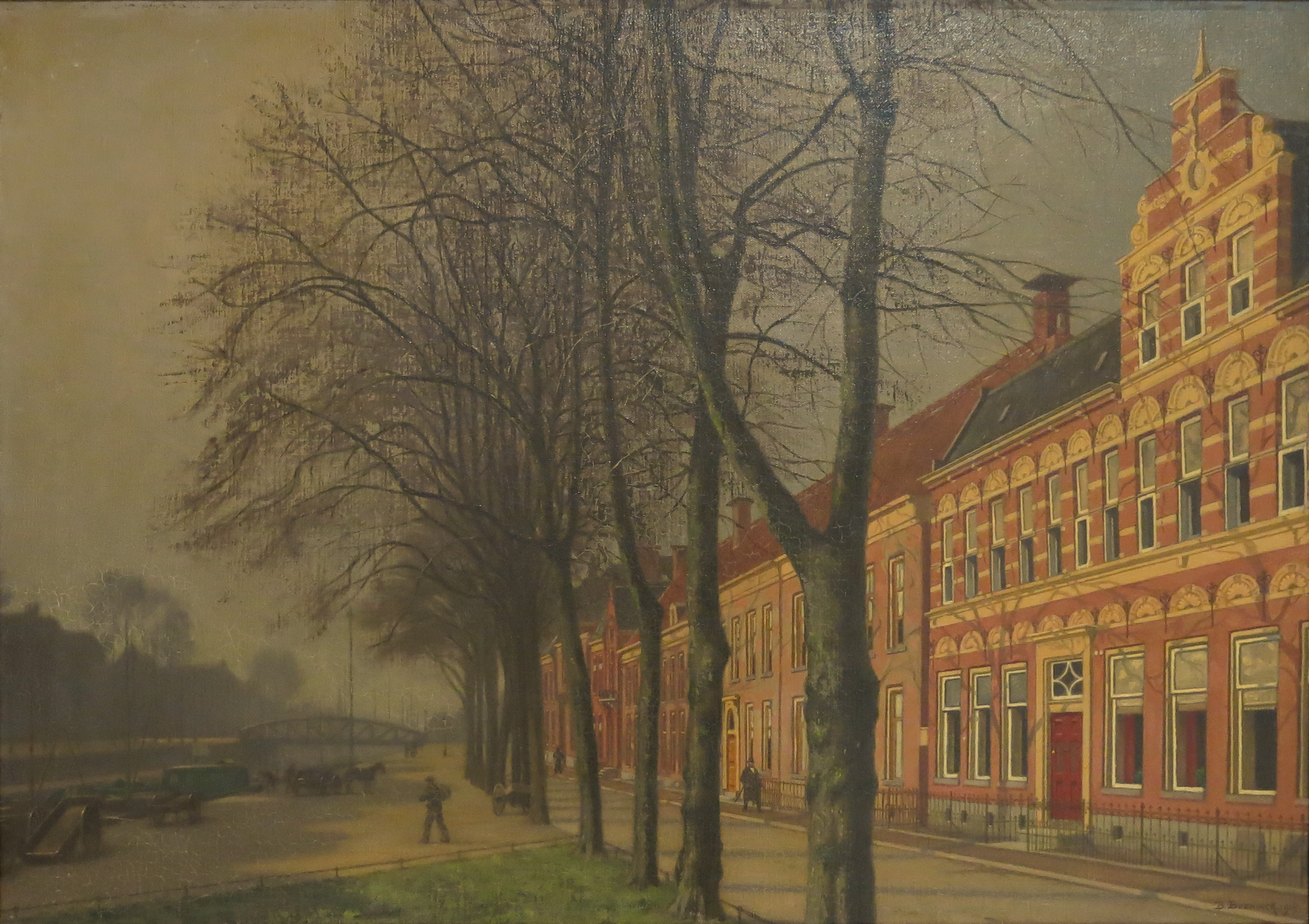
Marnixkade, Amsterdam